# حمزة علي (مقاطعة دورود)
حمزة علي (بالفارسية: حمزه علی) هي قرية تقع في قسم دورود الريفي (مقاطعة دورود) في إيران. يقدر عدد سكانها بـ 24 نسمة .